# Meuschenia scaber
Meuschenia scaber är en fiskart som först beskrevs av Forster 1801.  Meuschenia scaber ingår i släktet Meuschenia och familjen filfiskar. Inga underarter finns listade i Catalogue of Life.